# Cimetière civil de Madrid
Ne doit pas être confondu avec Cimetière de La Almudena.
Le cimetière civil de Madrid (en espagnol : cementerio civil de Madrid) est un cimetière de Madrid, célèbre pour accueillir les sépultures de personnalités républicaines espagnoles, politiques, intellectuels et artistes.

## Présentation
Le cimetière fait partie de la Nécropole de l'Est, avec le cimetière de l'Almudena (duquel il est séparé l'ancienne route de Vicálvaro) et le cimetière juif de Madrid.
Il est inauguré en 1884.
Dans ce cimetière reposent trois des quatre présidents de la Première République, plusieurs dirigeants socialistes et communistes, libre-penseurs, intellectuels, artistes et plusieurs membres de l'Institution Libre d'Enseignement.

## Personnalités célèbres inhumées

### Femmes et hommes politiques
- Francesc Pi i Margall (1824-1901), homme d'État espagnol et écrivain ;
- Nicolás Salmerón (1838-1908), homme d'État espagnol ;
- Dolores Ibárruri (1895-1989), femme politique basque espagnole connue sous le nom de la Pasionaria.
- Francisco Largo Caballero (1869-1946), homme d'État espagnol ;
- Julián Besteiro (1870-1940), universitaire et homme politique;
- Rosario Sánchez Mora (1919-2008), militaire de la Guerre d'Espagne, dite La Dinamitera, popularisée par le poème de Miguel Hernández ;
- Estanislao Figueras
- Nicolás Salmerón
- Pablo Iglesias
- Julián Besteiro
- Marcelino Camacho
- Américo Castro
- Francisco García Lorca
- Antonio García Quejido
- Mateo Morral

### Arts et lettres
- Alice Pestana (1860-1929), journaliste portugaise, pédagogue à l'Institution libre d'enseignement;
- Carmen de Burgos (1867-1932), écrivaine et militante des droits des femmes en Espagne;
- Pío Baroja (1872-1956), écrivain de la génération de 98 ;
- Xavier Zubiri
- Arturo Soria
- Wolf Vostell (1932-1998), peintre et sculpteur allemand;
- Marcos Ana
- Gumersindo de Azcárate
- Blas de Otero
- Enrique Líster
- Julián Grimau
- Manolo Millares
- Juan Manuel Díaz Caneja
- José del Castillo Sáenz de Tejada
- Concepción García Lorca
- Almudena Grandes (1960-2021), romancière et journaliste espagnole.

### Universitaires
- Francisco Giner de los Ríos
- Gloria Giner de los Ríos García
- Laura de los Ríos Giner
- Fernando de los Ríos
- Luis Simarro Lacabra
- Manuel Bartolomé Cossío
- Alberto Jiménez Fraud
- Dolores Cebrián (1881-1973), femme politique et professeure de sciences.

## Galerie de sépultures célèbres

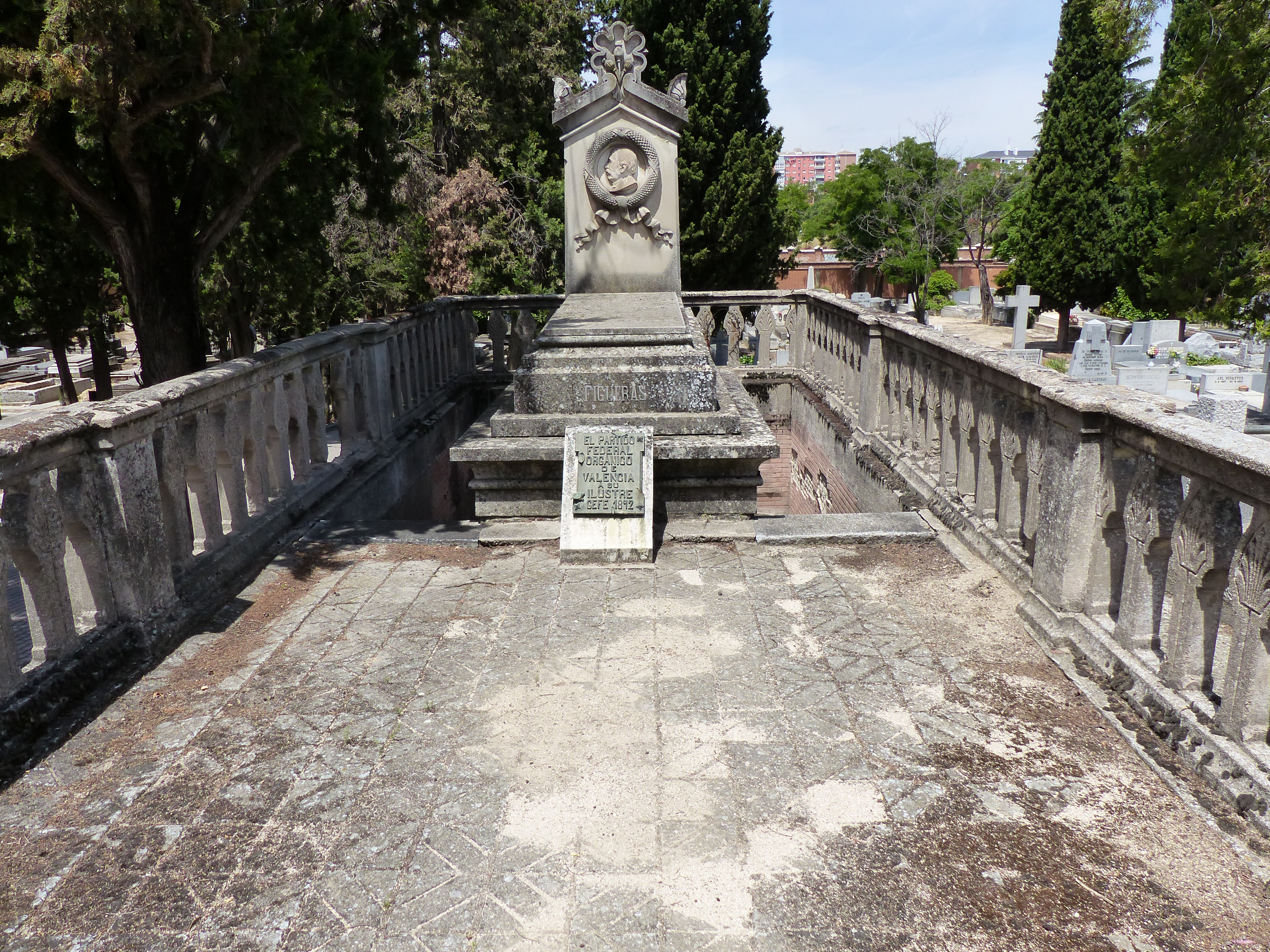
Estanislao Figueras
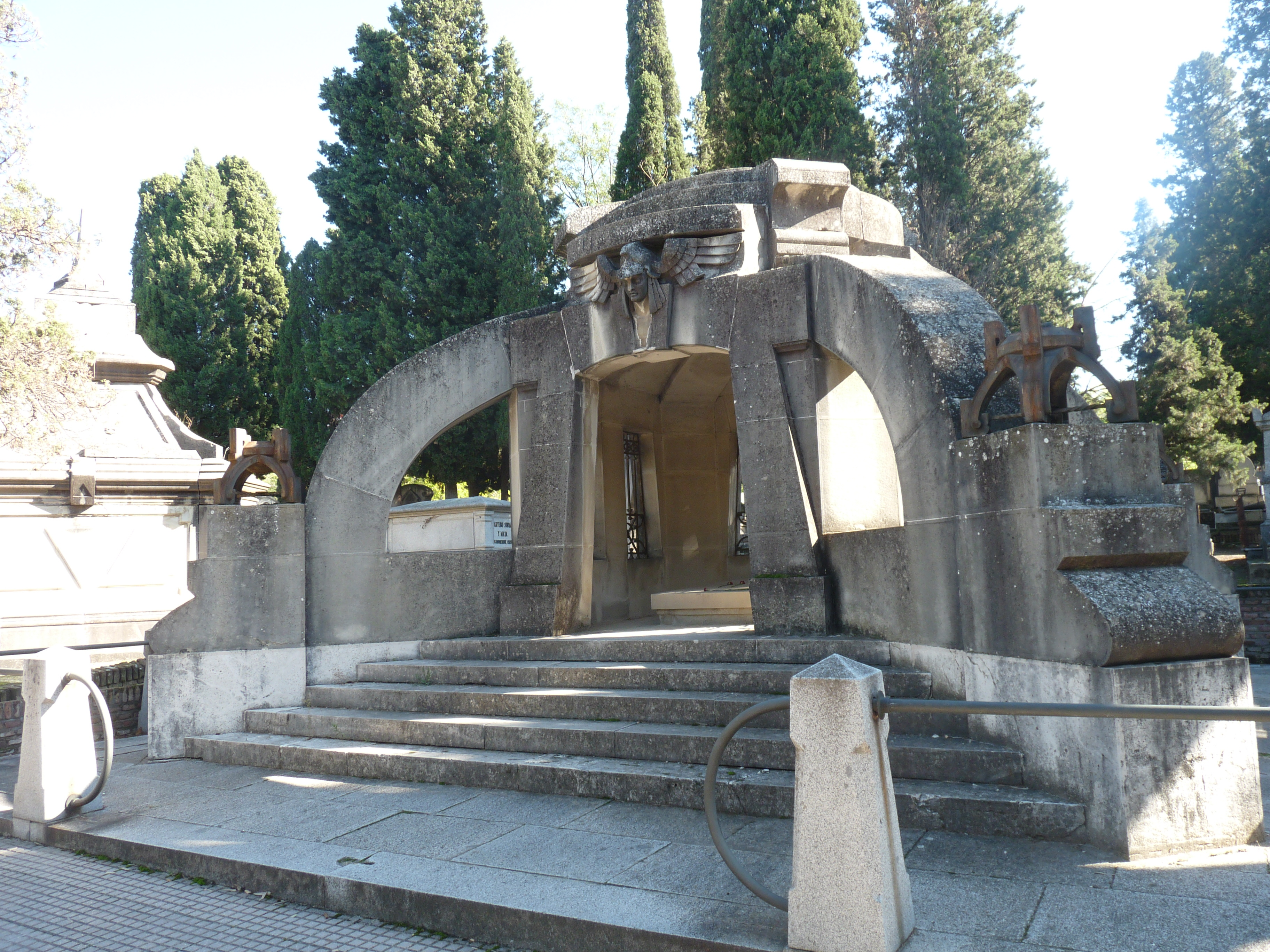
Mausolée de Pi i Margall
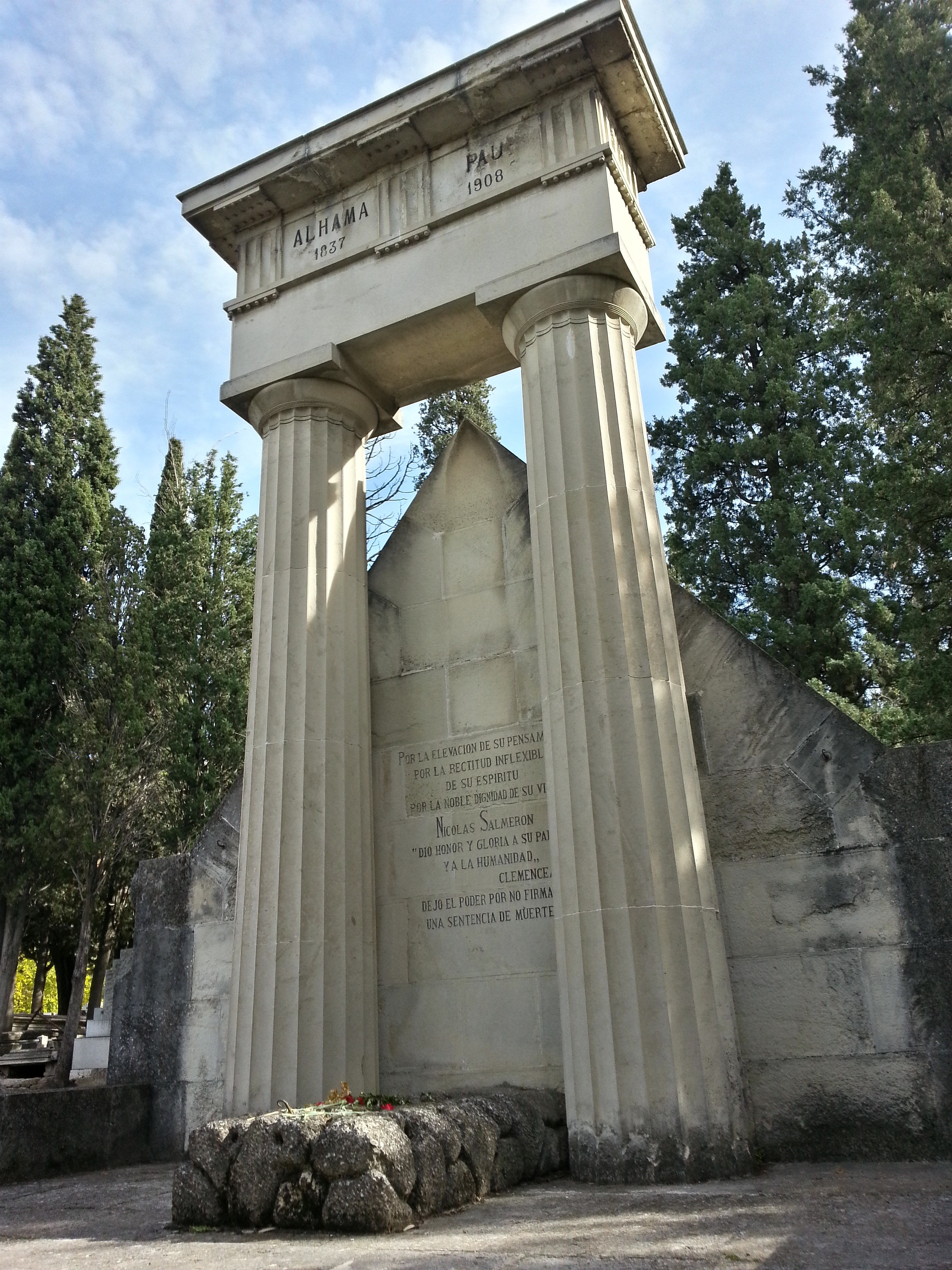
Panthéon de Nicolás Salmerón
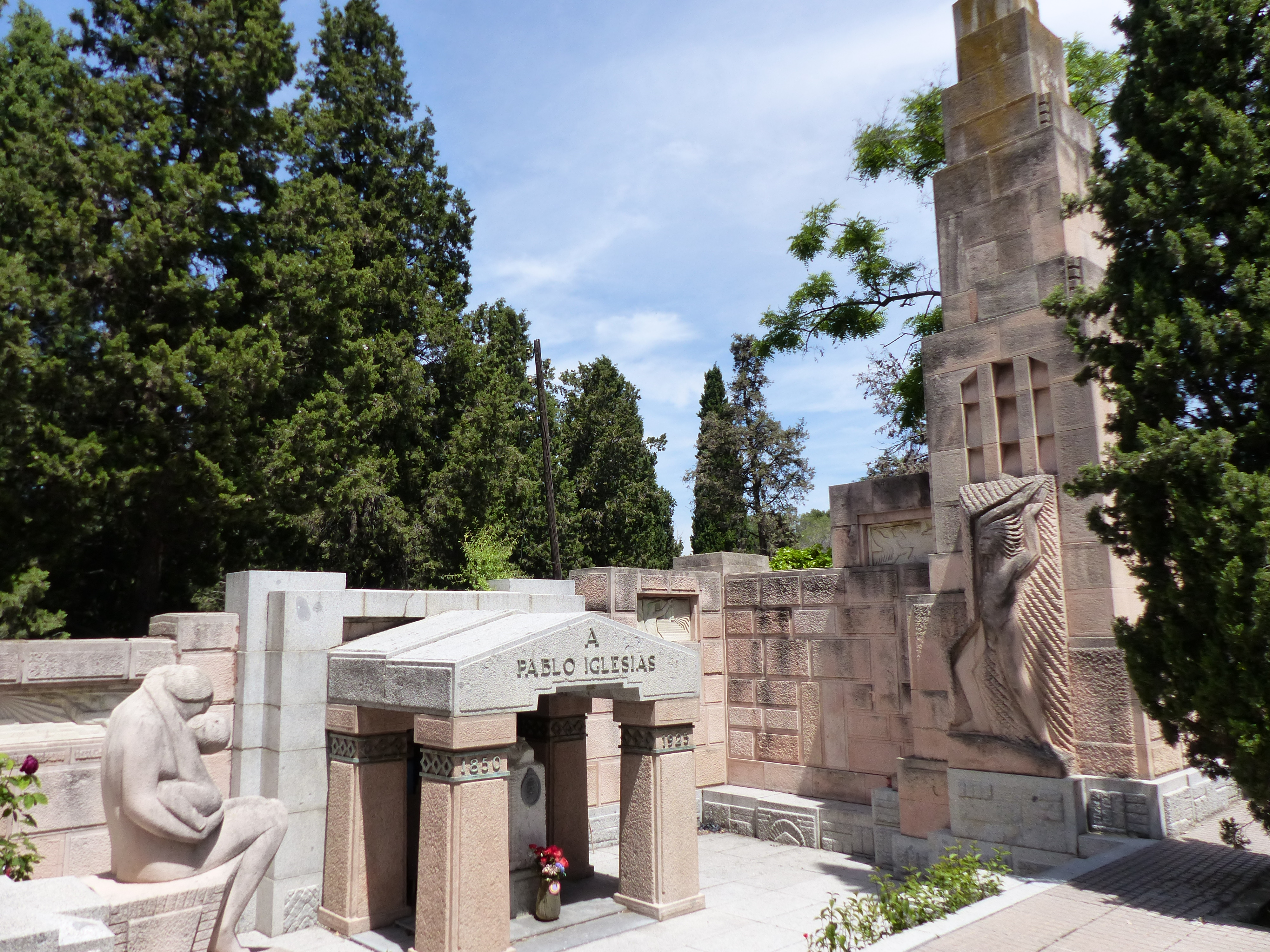
Pablo Iglesias Posse
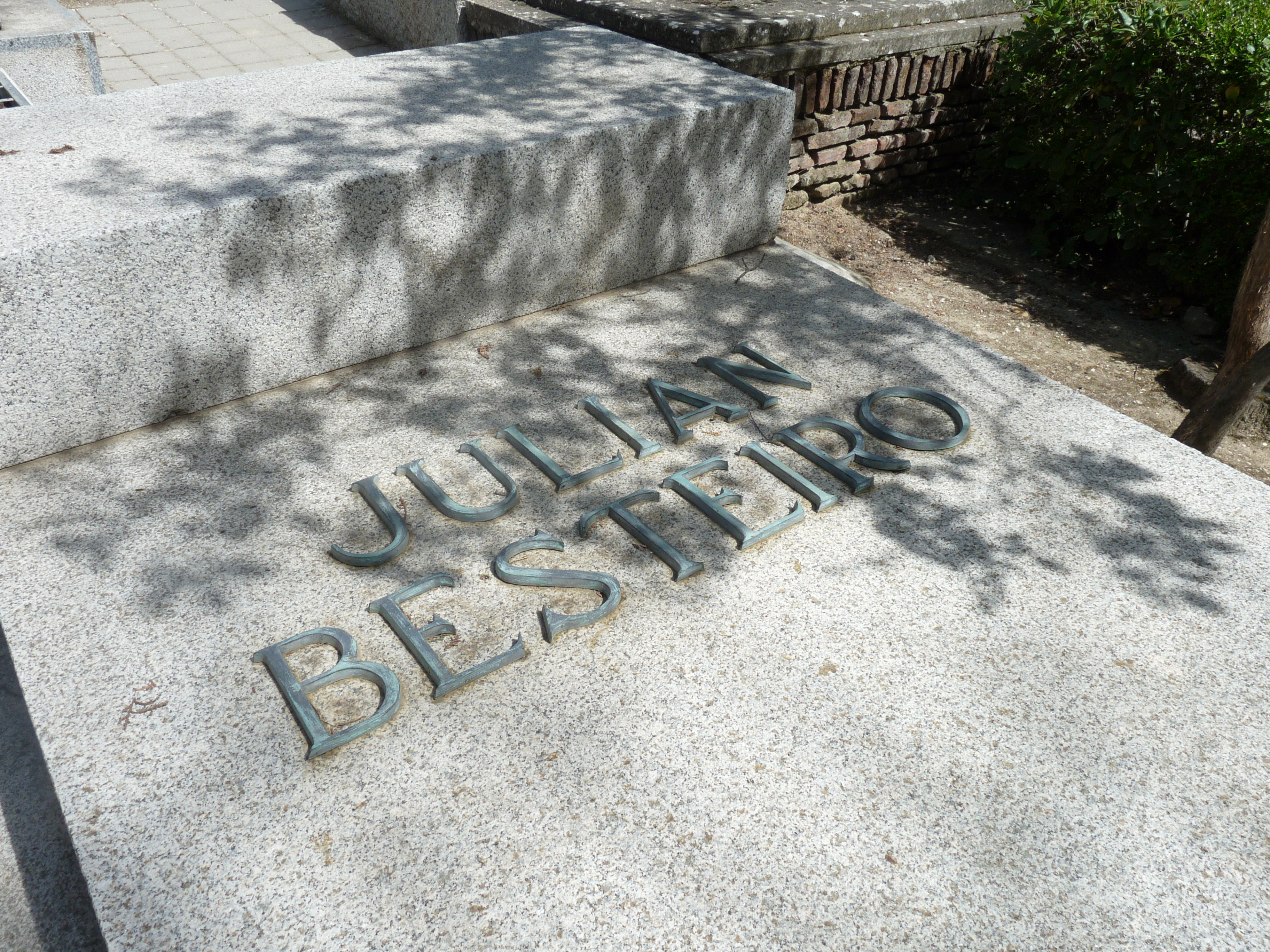
Julián Besteiro
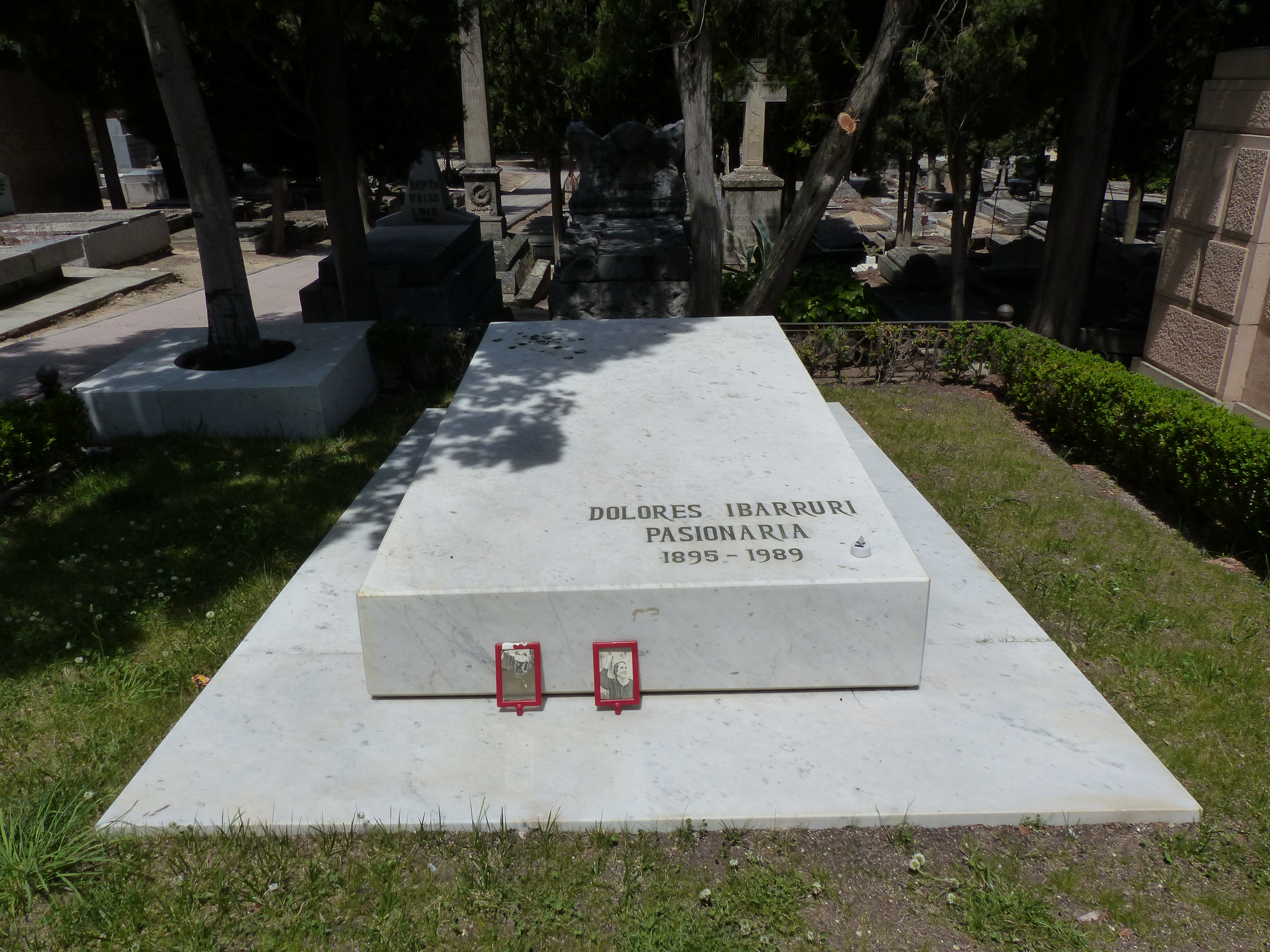
Dolores Ibárruri, la Pasionaria
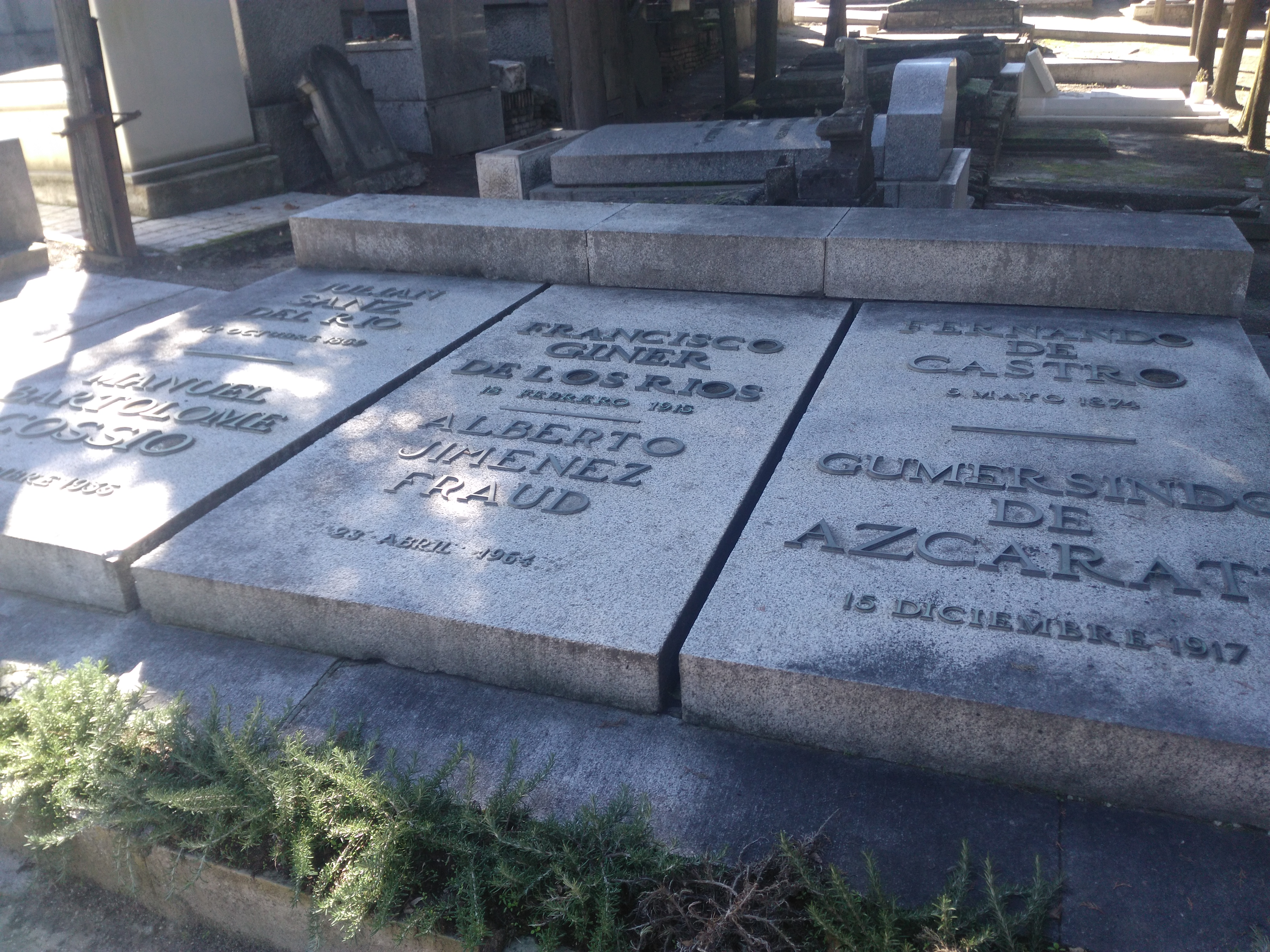
Francisco Giner de los Ríos
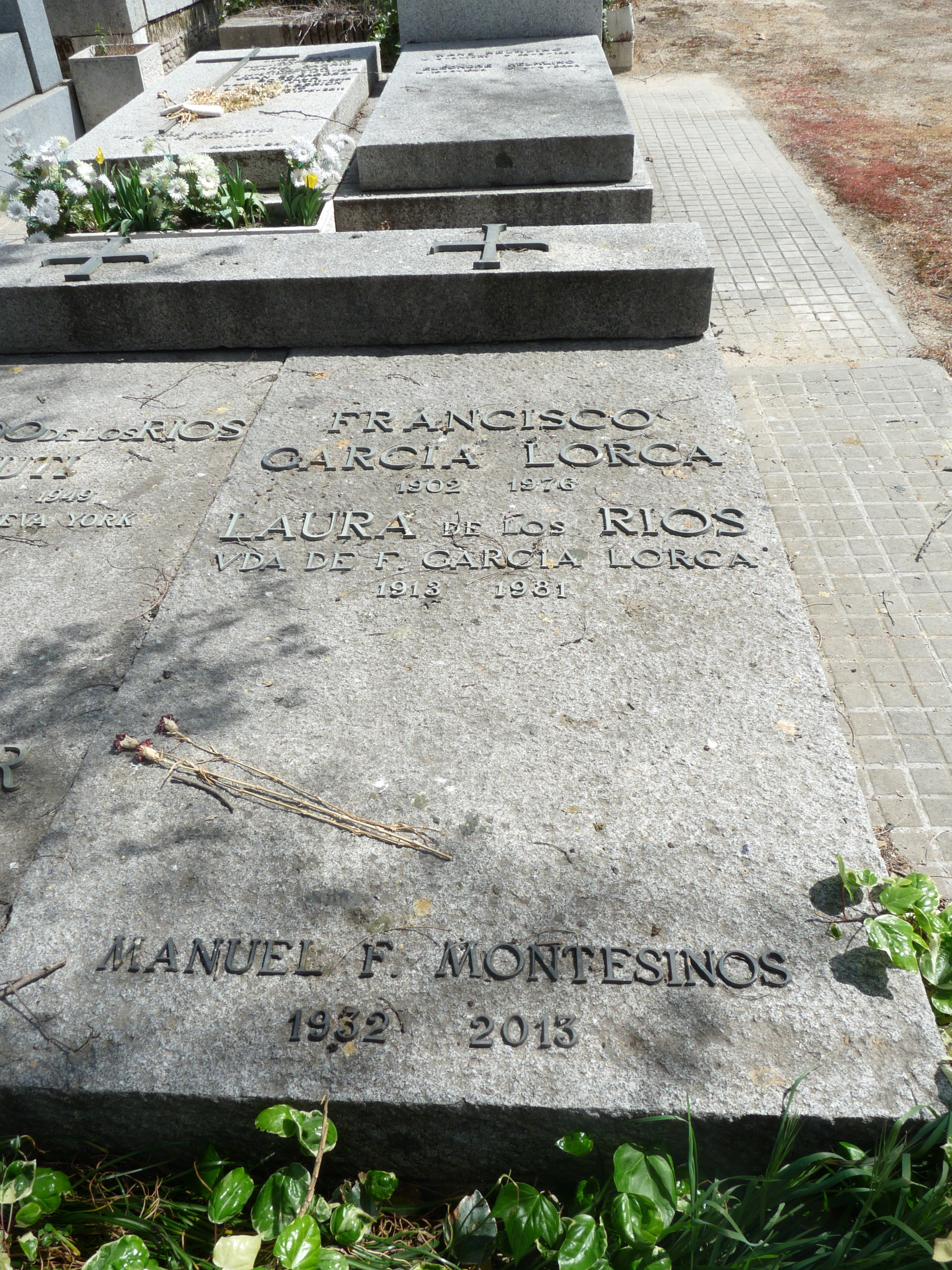
Tombe familiale de Francisco García Lorca et de Laura de los Ríos Giner
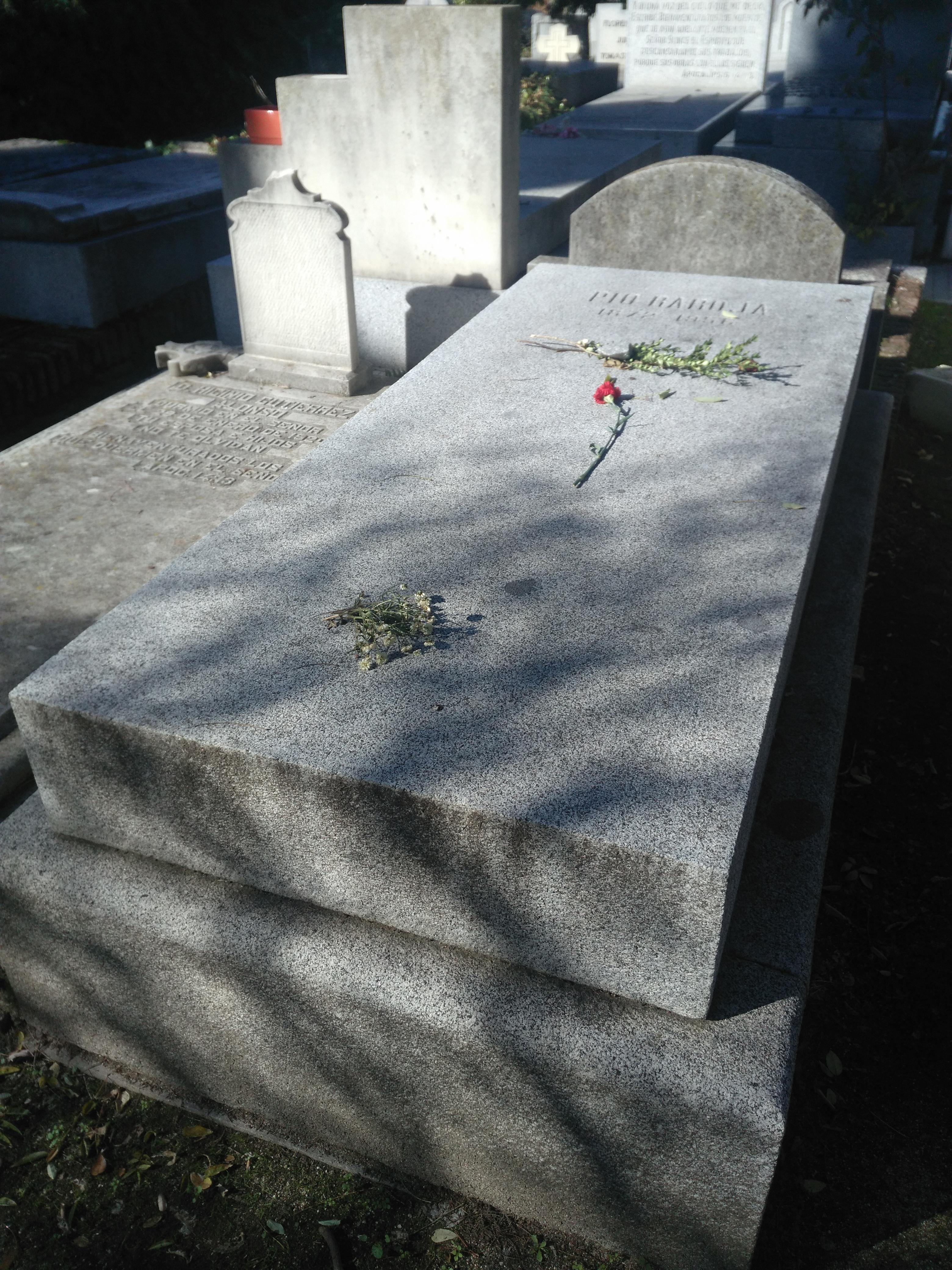
Pío Baroja
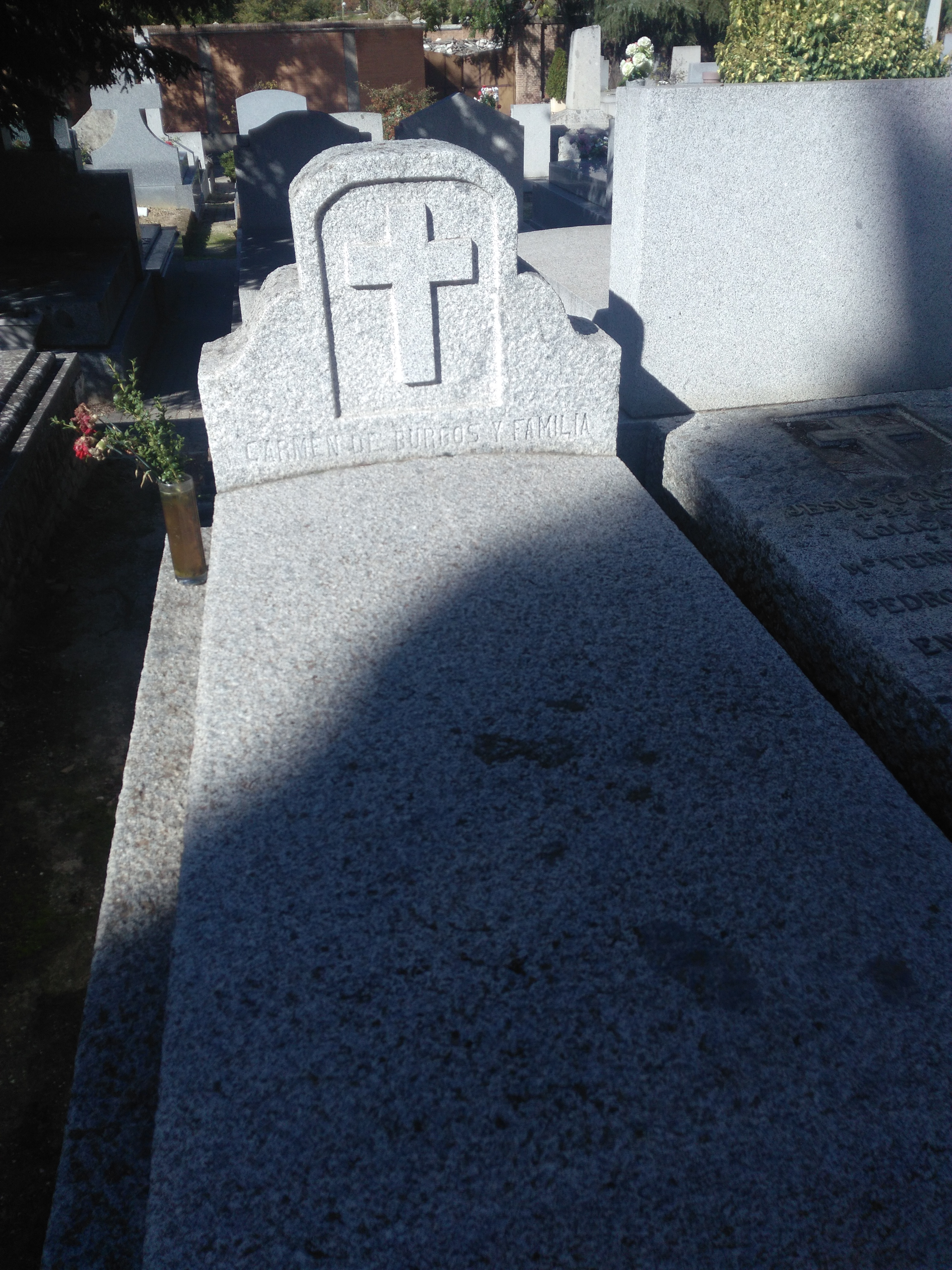
Carmen de Burgos
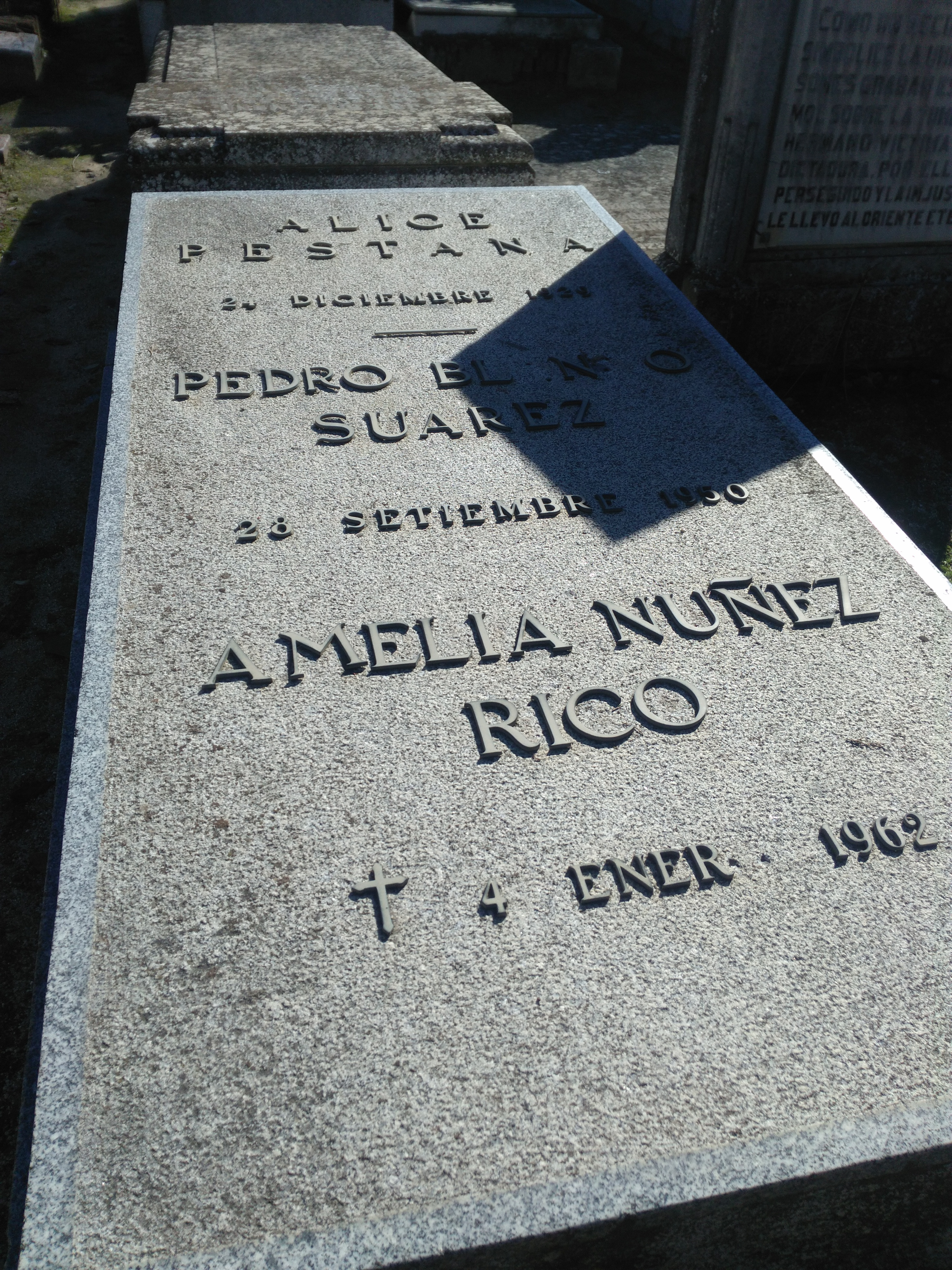
Alice Pestana
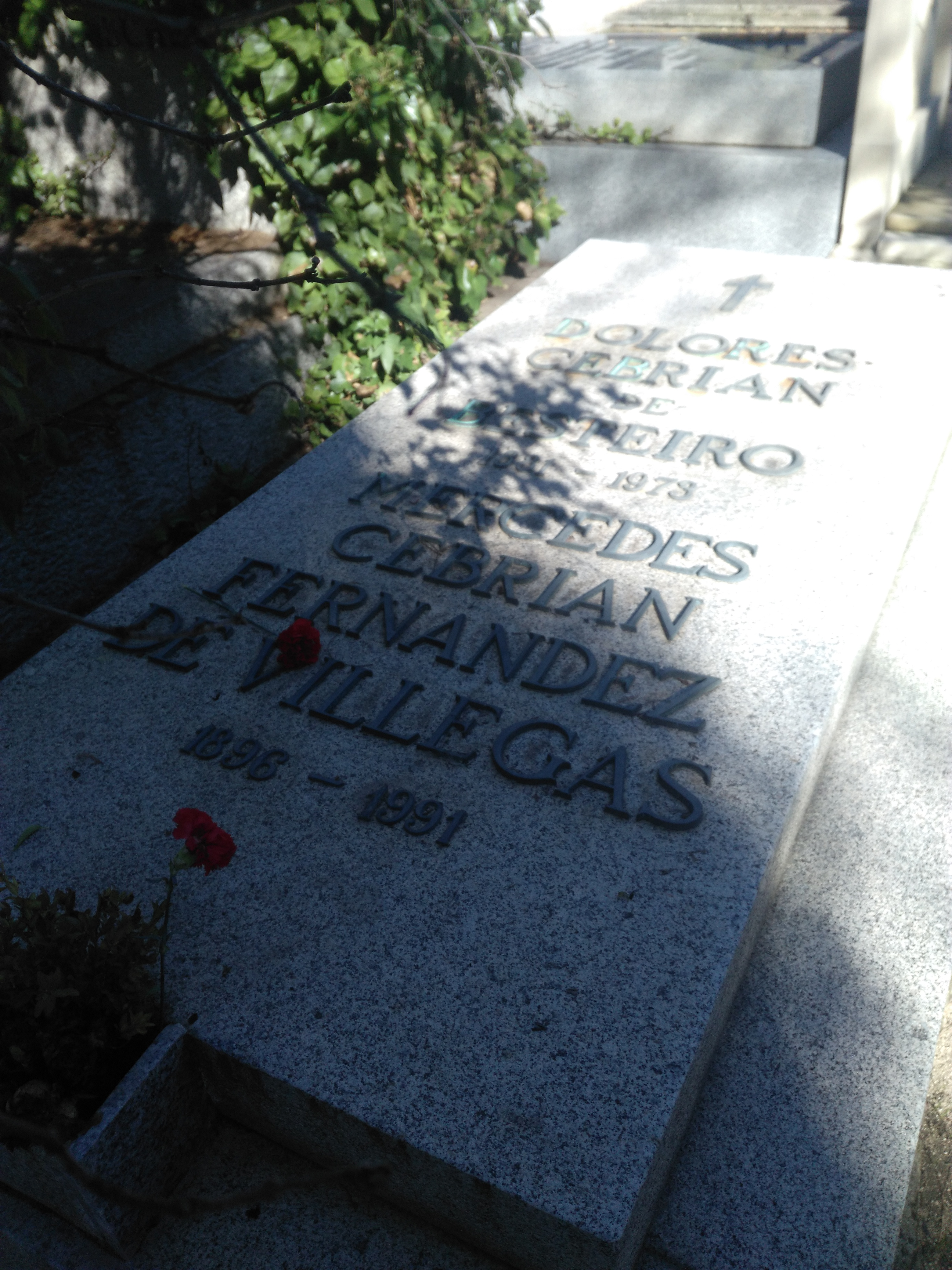
Dolores Cebrián